# Turovice
Turovice (en allemand : Turowitz) est une commune du district de Přerov, dans la région d'Olomouc, en République tchèque. Sa population s'élevait à 220 habitants en 2020.

## Géographie
Turovice se trouve à 10 km à l'est-sud-est de Přerov, à 30,5 km au sud-est d'Olomouc et à 239 km à l'est-sud-est de Prague.
La commune est limitée par Nahošovice au nord, par Dřevohostice à l'est, par Prusinovice au sud, et par Líšná et Domaželice à l'ouest.

## Histoire
La première mention écrite de la localité date de 1365.

## Transports
Par la route, Turovice se trouve à 15 km de Přerov, à 38 km d'Olomouc et à 299 km de Prague.